# Справа Василя Стуса (книга)
Справа Василя Стуса. Збірка документів з архіву колишнього КДБ УРСР — публіцистична книга українського історика, головного редактора порталу «Історична правда», публіциста Вахтанга Кіпіані про кримінальну справу, життя і смерть українського поета-дисидента Василя Стуса. Книгу видало харківське видавництво Vivat в серії Бібліотека «Історичної правди».

## Історія створення
Книгу написано на основі матеріалів кримінальної справи Василя Стуса 1980 року, що зберігаються в Галузевому державному архіві СБУ (колишній архів КДБ). Матеріали стали доступними внаслідок ухвалення пакету зініційованих Українським інститутом національної пам'яті декомунізаційних законів. Матеріали кримінальної справи містяться в шести томах. До книги включено основні, найголовніші матеріали кримінальної справи. Документи, які включали до книги, наведено в повному обсязі, без редагування. Робота над книгою тривала 6 місяців, над нею також активно працювала редактор видавництва «Vivat» Галина Сологуб.
За словами автора, Вахтанга Кіпіані, мета книги — змінити «плакатне» ставлення до Василя Стуса і людей, які його оточували. Зокрема, Кіпіані заявляв, що «Кримінальна справа Василя Семеновича Стуса — це хроніка боротьби злочинної комуністичної системи з людиною, повної болю та гідності. Ми бачимо громадянина, правозахисника, творчу особистість, який чудово розуміє наслідки своєї „негнучкості“ перед каральною машиною. І тим не менше він іде до кінця».
Книгу вперше презентовано 26 травня 2019 року під час книжкового ярмарку в Києві «Книжковий Арсенал».

## Зміст
У книжці зібрано архівні документи з кримінальної справи Василя Стуса, свідчення очевидців, листи поета з тюрми, спогади його рідних та друзів. Крім власне архівних матеріалів, книжка містить статті укладача та дисидента Василя Овсієнка та інтерв'ю з останнім співкамерником поета, російським політв'язнем Леонідом Бородіним.
Обкладинкою книги є оригінал обкладинки першого тому справи поета в КДБ. Додано лише назву книги та портрет Стуса з цієї ж справи. У книзі є наступні розділи:
- Кримінальна справа № 5 — книга життя і смерті Василя Стуса
- Матеріали з шести томів справи
- Серце, самогубство чи вбивство? Як загинув Василь Стус
- Свідок уходу. Останні дні Василя Стуса
- Стус і Нобель. Демістифікація міфу
- Чи вбивав адвокат Медведчук поета Стуса?
- З таборового зошита. Останній відомий текст Василя Стуса

## Відзнаки та нагороди
Книга отримала декілька відзнак. Серед них:
- Вересень 2019 — персональна відзнака директорки ГО «Форуму видавців» Катерини Шевченко на Форумі видавців у Львові-2019.[8]
- Жовтень 2019 — нагорода Черкаського книжкового фестивалю в номінації «Науково-популярна книга для дорослих. Есеїстика, публіцистика, мемуари».[9]
- Грудень 2019 — члени Українського ПЕН-клубу включили «Справу Василя Стуса» до переліку найкращих книжок 2019-го, які з'явилися друком у вітчизняних видавництвах, у категорії «Нон-фікшн».[10]
- Листопад 2020 — книгу включено до номінантів на здобуття Національної премії України імені Тараса Шевченка 2021 року у категорії «Публіцистика, журналістика».[11]
- Жовтень 2021 — книга перемогла в рейтингу тридцяти найзнаковіших книжок часів Незалежності, який оголошував Український інститут книги[12]

## Рецензії критиків
Літкритики дуже позитивно оцінили книгу Кіпіані про Стуса.

## Наклад
Станом на жовтень 2020 року було продано майже 20 тисяч книг; тоді ж у жовтні 2020 року у зв'язку з високим попитом на книгу видавництво Vivat додрукувало ще 3,5 тисячі примірників. У новому накладі на форзацах книги було розміщено рішення Дарницького райсуду щодо її заборони. Станом на березень 2021 року наклад склав 99 тисяч екземплярів і видавництво заявило, що готове додрукувати новий наклад книги, зважаючи на скасування заборони на її видавання та поширення.

## Презентації книги
Автор провів серію презентацій книжки у містах України — Києві, Львові, Івано-Франківську, Одесі, Миколаєві, Дніпрі, Сумах, Червонограді, Коломиї, Житомирі, Чернівцях, Полтаві, Черкасах, Миколаєві (Львівська обл.), Щирці, Луцьку, Острозі, Нетішині, Рівному, Чернігові, Тернополі, Харкові, Ужгороді, Підгайцях, Бережанах, Запоріжжі, у США — Нью-Йорку, Вашингтоні, Стемфорді, Філадельфії, Чикаго та Сан-Дієго, у Канаді — Торонто, Оттаві та Монреалі, в Австрії — Відень.

## Спроба заборони книги Медведчуком

### Позов
Наприкінці серпня 2019 року адвокат Василя Стуса 1980 року, проросійський олігарх Віктор Медведчук подав до суду позов із вимогою заборонити книгу через те, що інформація в ній нібито не відповідає дійсності. Позов подано про захист честі, гідності та ділової репутації Медведчука проти Вахтанга Кіпіані, видавництва «Віват» та ПП «Юнісофт» (друкарня, де було надруковано книгу). Перше, організаційне, засідання суду у цій справі відбулося в Дарницькому суді Києва 2 жовтня 2019 року.

### Рішення Дарницького суду
Дарницький районний суд 19 жовтня 2020 року за головуванням судді Марини Заставенко (раніше — суддя Червоногвардійського районного суду міста Макіївка Донецької області) ухвалив рішення, частково задовільнивши позов Віктора Медведчука проти журналіста й історика Вахтанга Кіпіані та видавництва Vivat, визнавши окремі факти стосовно Медведчука неправдивими, цим заборонивши видання і поширення книги та матеріалів, пов'язаних з Медведчуком. Було заборонено розповсюдження також надрукованого тиражу, який містить інформацію про Медведчука, а також супутню інформацію щодо вилучених фрагментів на радіо, телебаченні, мережі Інтернет та інших ЗМІ. У той же день Кіпіані оголосив, що весь тираж книги розкуплено і склади порожні. Видавництво «Vivat» повідомило про намір оскаржити рішення про заборону книги.

### Реакція
Пресслужба проросійської партії ОПЗЖ поширила заяву під назвою «Суд заборонив розповсюджувати пасквіль Кіпіані про Стуса із брехливою інформацією щодо Медведчука. Чергова брудна провокація провалилася».
Своє обурення щодо рішення суду висловили громадські діячі, політики та пересічні громадяни. Після рішення Дарницького суду Києва щодо заборони книги, у різних містах України влаштували публічні читання.

### Рішення апеляційного суду
19 березня 2021 апеляційний суд Києва скасував рішення суду першої інстанції про заборону публікації та майже у повному обсязі задовольнив скаргу видавництва Vivat та автора книги Вахтанга Кіпіані. Також було скасовано заборону суду першої інстанції на поширення книги та використання імені Медведчука. Видавництво заявило про готовність додрукувати новий наклад книги. На Медведчука було накладено стягнення у розмірі 140 тис. грн як відшкодування витрат видавництва на розгляд справи.
Медведчук не оскаржив у встановлений термін це рішення суду і таким чином воно вважається остаточним і таким, що вступило у законну силу.

## Вилучення книги російськими окупантами
На 29 день повномасштабного російського вторгнення в Україну 24 березня 2022 Головне управління розвідки Міністерства оборони України повідомило, що у містах Кремінна, Рубіжне і Городня книжку «Справа Василя Стуса», як і низку іншої української патріотичної літератури, російськими окупантами було вилучено з бібліотек.

## Цікаві факти
- Ця книжка є одним з експонатів Музею заборонених книжок у Таллінні, Естонія, оскільки її публікація була забороненою в Україні протягом п'яти місяців (від постанови районного суду до її скасування апеляційним судом).